# 제러미 아이언스
제러미 존 아이언스(영어: Jeremy John Irons, 1948년 9월 19일~)는 영국의 배우이다. 아카데미상, 토니상, 미국배우조합상, 세 번의 에미상 그리고 두 번의 골든 글로브상 등을 수상했다.

## 배경

### 출생
아이언스는 영국의 가정 주부 바버라 앤 샤프 (Babara Anne Sharpe10024-97-2)와 회계사 폴 두건 아이언스 (Paul Dugan Irons1317-63-1)의 아들로 태어났다. 모계 조상은 아일랜드계이며 증조부는 초대 영국 광역경찰청장이다. 형 크리스토퍼와 누나 펄리시티가 있다. 그는 도싯 지방에 있는 셔본 학교 (1962-1966)를 나왔다. 그는 재학 시절 4인조 교내 밴드 'Four Pillars of Wisdom'의 드러머와 하모니카 연주자로 인기를 누렸다 (특히 그의 하모니카 연주로 "Moon River"가 가장 손꼽히는 명곡). 그들은 물리학 실험실로 쓰이던 교실에서 일요일마다 꼬박 두 시간씩 연습을 했다. 그는 또 애비하우스 안에서 코미디 듀오의 일원으로 알려져 있었으며, 핼러윈과 학기말 디너 파티 때 코미디 열연을 했다.

### 직업
아이언스는 브리스톨 올드 빅 연극학교에서 연기 수업을 받았으며 현재 모교의 기금 조성 위원 회장으로 있다. 그는 여러 연극 공연과 브리스톨의 거리 예술가 활동을 통해 생계 유지를 하다가 런던의 스테이지에서 데이비드 에식스의 상대 역으로 갓스펠의 세례 요한과 유다의 역할을 맡게 되었다. 1971년 11월 17일에 오픈한 공연이 라운드 극장에서 윈드햄 극장으로 옮기기까지 총 1,128번의 공연을 마쳤다.
아이언스는 2008년 9월에 TV, 영화, 음향, 음악과 연극계에 들인 공을 인정받아, 유니버시티 칼리지 더블린의 법학회 (Law Society)로부터 명예 회원 자격을 받았다. 

### 개인 생활
아이언스는 배우자이자 아일랜드 출신 여배우 시네이드 큐잭 사이에서 사진 작가인 장남 새뮤얼 제임스 브레프니 아이언스 (Samuel James Brefni Irons, 1978년 9월 16일생)와 2006년 버버리 패션 캠페인에 모델로 등장했던 차남 맥시밀리언 폴 디어미드 아이언스 (Maximilian Paul Diarmuid Irons, 1985 10월 17일생) 두 아들을 두었다. 두 아들 모두 아이언스와 함께 영화에 출연한 적 있다. 장남 샘은 <우리의 챔피언 대니>에서, 차남 맥스는 <빙 줄리아>에서 아이언스와 출연했다. 그는 현재 영국의 옥스퍼드에 있는 워틀링턴이라는 작은 마을에 거주하고 있다.

## 출연 작품

### 영화
| 년도 | 제목                                                                                 | 역할                              | 참고                                                    |
| ---- | ------------------------------------------------------------------------------------ | --------------------------------- | ------------------------------------------------------- |
| 1980 | 니진스키 Nijinsky                                                                    | 미하일 포킨                       | 단역                                                    |
| 1981 | 프랑스 중위의 여자 The French Lieutenant's Woman                                     | 찰스 스미스                       |                                                         |
| 1982 | 달빛 아래서 Moonlight                                                                | 노박                              |                                                         |
| 1982 | 스페이스쉽 어스 Spacesship Earth                                                     | 3번째 에디션 내레이터 - 1994-2007 | 단편                                                    |
| 1983 | 더 캡틴스 돌 The Captain's Doll                                                      | 캡틴 알렉스 헵워스                | TV 영화                                                 |
| 1983 | 배신 Betrayal                                                                        | 제리                              |                                                         |
| 1984 | 스완의 사랑 Un amour de Swann                                                        | 찰스 스완                         |                                                         |
| 1984 | 더 와일드 덕 The Wild Duck                                                           | 헤롤드                            |                                                         |
| 1985 | 래빗 이어스: 더 스테드패스트 틴 솔져 Rabbit Ears: The Steadfast Tin Soldier          | 스토리텔러                        | 짧은 영상 / 애니메이션                                  |
| 1986 | 미션 The Mission                                                                     | 가브리엘 신부                     |                                                         |
| 1988 | 대드링거 Dead Ringers                                                                | 베벌리 맨틀 / 엘리엇 맨틀         | 1988년 1회 시카고 비평가 협회상 남우주연상 수상         |
| 1989 | 대니 더 챔피언 오브 더 월드 Danny the Champion of the World                          | 윌리엄 스미스                     | TV 영화                                                 |
| 1989 | 스카보르의 연정 A Chorus of Disapproval                                              | 가이 존스                         |                                                         |
| 1989 | 오스트레일리아 Austraila                                                             | 에두아르드 피어슨                 |                                                         |
| 1989 | 더 드림 The Dream                                                                    | 독백하는 사람                     | TV 영화                                                 |
| 1990 | 행운의 반전 Reversal of Fortune                                                      | 클라우스 본 뷸로우                | 1991년 63회 미국 아카데미 시상식 남우주연상 수상 외 4건 |
| 1991 | 거지의 오페라 Zebrácká opera                                                         | 죄수                              | 카메오 출연                                             |
| 1991 | 카프카 Kafka                                                                         | 카프카                            |                                                         |
| 1991 | '스틸 라이프' 앳 더 펭귄 카페 'Still Life' at the Penguin Cafe                       | 소개 내레이터                     | TV 영화                                                 |
| 1992 | 프롬 타임 투 타임 From Time to Time                                                  | H.G. 웰스                         | 단편                                                    |
| 1992 | 나의 청춘 워터랜드 Waterland                                                         | 톰 크릭                           |                                                         |
| 1992 | 데미지 Damage                                                                        | 닥터 스티븐 플레밍                |                                                         |
| 1993 | M. 버터플라이 M. Butterfly                                                           | 르네 갈리마드                     |                                                         |
| 1993 | 영혼의 집 The House of the Spirits                                                   | 에스테반 트루에바                 |                                                         |
| 1994 | 라이언 킹 The Lion King                                                              | 스카 (목소리)                     | 애니메이션                                              |
| 1995 | 다이 하드 3 Die Hard: With a Vengeance                                               | 사이먼 그루버                     |                                                         |
| 1996 | 스틸링 뷰티 Stealing Beauty                                                          | 알렉스                            |                                                         |
| 1997 | 차이니즈 박스 Chinese Box                                                            | 존                                |                                                         |
| 1997 | 로리타 Lolita                                                                        | 험버트                            |                                                         |
| 1997 | 미라드 Mirad                                                                         | 주카                              | TV 영화                                                 |
| 1998 | 아이언 마스크 The Man in the Iron Mask                                               | 아라미스                          |                                                         |
| 1999 | 포세이돈의 분노: 잃어버린 도시에서의 탈출 Poseidon's Fury: Escape fron the Lost City | 포세이돈 (목소리)                 | 단편                                                    |
| 1999 | 요정나라 대모험 Faeries                                                              | 형태변환자 (목소리)               | 애니메이션                                              |
| 2000 | 론지튜드 Longitude                                                                   | 루퍼트 굴드                       | TV 영화                                                 |
| 2000 | 던전 드래곤 Dungeons & Dragons                                                       | 프로피온                          | 단역                                                    |
| 2001 | 포스 엔젤 The Fourth Angel                                                           | 잭 엘진                           |                                                         |
| 2002 | 타임 머신 The Time Machine                                                           | 우버 몰록                         |                                                         |
| 2002 | 라스트 콜 Last Call                                                                  | F. 스콧 피츠제랄드                | TV 영화                                                 |
| 2002 | 레이디스 앤 젠틀맨 And Now... Ladies and Gentlemen...                                | 발렌틴                            |                                                         |
| 2002 | 칼라스 포에버 Callas Forever                                                         | 래리 켈리                         |                                                         |
| 2004 | 베니스의 상인 The Merchant of Venice                                                 | 안토니오                          |                                                         |
| 2004 | 빙 줄리아 Being Julia                                                                | 마이클 고슬린                     |                                                         |
| 2004 | 매실드 Mathilde                                                                      | 대령 드 패트리스                  |                                                         |
| 2005 | 킹덤 오브 헤븐 Kingdom of Heaven                                                     | 티베리아스                        |                                                         |
| 2005 | 카사노바 Casanova                                                                    | 푸치 주교                         |                                                         |
| 2006 | 인랜드 엠파이어 Inland Empire                                                        | 킹슬리 스튜어트                   |                                                         |
| 2006 | 에라곤 Eragon                                                                        | 브롬                              |                                                         |
| 2006 | 1984 1984                                                                            | TV 스크린 목소리                  | TV 영화                                                 |
| 2008 | 아팔루사 Appaloosa                                                                   | 랜달 브랙                         |                                                         |
| 2009 | 더 핑크 팬서 2 The Pink Panther 2                                                    | 아벨라네다                        |                                                         |
| 2009 | 조지아 오키프 Georgia O'Keeffe                                                       | 알프레드 스티에그리츠             | TV 영화                                                 |
| 2009 | 매직 7 The Magic 7                                                                   | 트랙스 (목소리)                   | 애니메이션 / TV 영화                                    |
| 2010 | 더 마제스틱 플라스틱 백 The Majestic Plastic Bag                                     | 내레이터                          | 단편                                                    |
| 2011 | 마진 콜: 24시간, 조작된 진실 Margim Call                                             | 존 털드                           |                                                         |
| 2012 | 더 스토리: 세상에 숨겨진 사랑 The Words                                              | 올드 맨                           |                                                         |
| 2013 | 뷰티풀 크리처스 Beautiful Creatures                                                  | 메이컨 레이븐우드                 |                                                         |
| 2013 | 리스본행 야간열차 Night Trian to Lisbon                                              | 라이먼드 그레고리우스             |                                                         |
| 2015 | 하이-라이즈 High-Rise                                                                | 안토니 로열                       |                                                         |
| 2015 | 무한대를 본 남자 The Man Who Knew Infinity                                           | 하디 교수                         |                                                         |
| 2016 | 시크릿 레터 La corrispondenza, Correspondence                                        | 에드 피럼                         |                                                         |
| 2016 | 레이스 Race                                                                          | 에이버리 브런디지                 |                                                         |
| 2016 | 배트맨 대 슈퍼맨: 저스티스의 시작 Batman v Superman: Dawn of Justice                 | 알프레드 페니워스                 |                                                         |
| 2016 | 아름다운 날들 The Finest                                                             | 전쟁 중인 장관                    |                                                         |
| 2016 | 어쌔신 크리드 Assassin's Creed                                                       | 앨런 라이킨                       |                                                         |
| 2017 | 버즈 라이크 어스 Birds Like Us                                                       | 콘도르 (목소리)                   | 애니메이션                                              |
| 2017 | 저스티스 리그 Justice League                                                         | 알프레드 페니워스                 |                                                         |
| 2018 | 레드 스패로 Red Sparrow                                                              | 코르치노이                        |                                                         |
| 2018 | 베터 스타트 러닝 Better Start Running                                                | 개리슨                            |                                                         |
| 2018 | 언 액터 프리페어스 An Actor Prepares                                                 | 애티커스                          |                                                         |
| 2018 | 모뉴멘탈 Monumentals                                                                 | 개리슨                            | 제작총괄                                                |
| 2021 | 하우스 오브 구찌 House of Gucci                                                      | 로돌포 구찌                       |                                                         |
| 2023 | 플래시 The Flash                                                                     | 알프레드 패니워스                 |                                                         |
| 2024 | 비키퍼 The Beekeeper                                                                 | 월리스                            |                                                         |
| TBA  | 러브, 웨딩스 앤 아더 디재스터스 Love, Weddings & Other Disasters                     |                                   | 촬영 중                                                 |

### TV
| 년도      | 제목                                                                                              | 역할                                   | 참고                                                                                      |
| --------- | ------------------------------------------------------------------------------------------------- | -------------------------------------- | ----------------------------------------------------------------------------------------- |
| 1971      | 셜록홈즈의 라이벌 The Rivals of Sherlock Holmes                                                   | 조카                                   | "The Case of the Mirror of the Portugal" 에피소드 출연                                    |
| 1974      | 더 팰리서스 The Pallisers                                                                         | 프랭크 트레지어스                      | 미니 시리즈                                                                               |
| 1974      | 노토리어스 우먼 Notorious Woman                                                                   | 프랭크 리츠                            | 2회분 출연 / 미니 시리즈                                                                  |
| 1975      | 처칠스 피플 Curchill's People                                                                     | 사무엘 로스                            | "Liberty Tree" 에피소드 출연                                                              |
| 1977      | 러브 포 리디아 Love for Lydia                                                                     | 알렉스 샌더슨                          | 8회분 출연                                                                                |
| 1978      | BBC2 플레이 오브 더 위크 BBC2 Play of the Week                                                    | 오토 벡                                | "Langrishe Go Down" 에피소드 출연                                                         |
| 1979      | BBC 플레이 오브 더 먼스 BBC Play of the Month                                                     | 에드워드 보이시                        | "The Voysey Inheritance" 에피소드 출연                                                    |
| 1981      | 다시 찾은 브라이즈헤드 Brideshead Revisited                                                       | 찰스 라이더                            | 미니 시리즈                                                                               |
| 1990      | 남북전쟁 The Cvil War                                                                             | 다양한 역할 (목소리)                   | 미니 시리즈 다큐멘터리                                                                    |
| 1992      | 퍼포먼스 Performance                                                                              | 외된 폰 호르바트                       | "Tales form Hollywood" 에피소드 출연                                                      |
| 1996      | 더 그레이트 워 앤 더 셰이핑 오브 20세기 The Great War and the Shaping of 20th Century             | 시그프리드 서순                        | 미니 시리즈 다큐멘터리                                                                    |
| 2003      | 프리덤: 어 히스토리 오브 어스 Freedom: A History of Us                                            | 귀족 그레이 / 제임스 1세 / 토마스 페인 | 3회분 출연 / 다큐멘터리                                                                   |
| 2005      | 엘리자베스 1세 Elizabeth I                                                                        | 로버트 더들리                          | 미니 시리즈 / 2007년 13회 미국 배우 조합상 TV영화/미니시리즈부문 연기상(남자) 수상 외 2건 |
| 2008      | 더 컬러 오브 매직 The Color of Magic                                                              | 패트리션                               | 미니 시리즈                                                                               |
| 2010      | 아레나 Arena                                                                                      | 다양한 역할                            | "Harold Pinter: A Celebration" 에피소드 출연 / 다큐멘터리                                 |
| 2011      | 성범죄수사대: SVU Law & Order: Special Victims Unit                                               | 닥터 캡틴 잭슨                         | 2회분 출연                                                                                |
| 2011      | 라스트 라이언스 The Last Lions                                                                    | 내레이터                               | 다큐멘터리                                                                                |
| 2011-2013 | 보르지아 The Borgias                                                                              | 로드리도 보르지아                      | 29회분 출연                                                                               |
| 2012      | 심슨 The Simpsons                                                                                 | Bar Rag (목소리)                       | "Moe Goes from Rags to Riches" 에피소드 출연                                              |
| 2012      | 텅 빈 왕관 The Hollow Crown                                                                       | 헨리 4세                               | 2회분 출연                                                                                |
| 2012      | 트래슈트 Trashed                                                                                  | 본인                                   | 다큐멘터리                                                                                |
| 2013      | 라이프 온 파이어: 와일드라이프 온 더 볼케이노스 엣지 Life on Fire: Wildlife on the Volcano's Edge | 내레이터                               | 6회분 출연                                                                                |
| 2016      | 더 술탄 앤 더 세인트 The Sultan and the Saint                                                     | 내레이터                               | 다큐멘터리                                                                                |
| 2019      | 왓치맨 Watchmen                                                                                   | 에이드리안 바이트 / 오지만디아스       | 제작 초반                                                                                 |